# توفیق فخوری
توفیق فخوری (عربی: توفيق فاخوري؛ ۱۹۳۵ – ۲۰۲۰) بانکدار و کارآفرین اهل اردن بود.
او بیانگذار و رئیس اجرایی سابق بانک اردن بود.
او در سال ۱۹۵۷ اولین شرکت خود را در عربستان سعودی به نام الاقبال برای تجارت و پیمانکاری تأسیس کرد.